# 香取おみがわ医療センター
香取おみがわ医療センター（かとりおみがわいりょうセンター）は千葉県香取市にある医療機関である。

## 診療科
出典
- 内科
- 循環器内科
- 小児科
- 外科
- 整形外科
- 形成外科
- 脳神経外科
- 皮膚科
- 泌尿器科
- 眼科
- 耳鼻咽喉科
- リハビリテーション科
- 放射線科
- 歯科

## 医療機関指定・認定施設
出典
| 救急告示（二次救急）                       | 生活保護法指定医療機関       |
| 労災保険指定医療機関                       | 指定自立支援医療（更生医療） |
| 原子爆弾被爆者一般疾病医療取扱指定医療機関 | 日本内分泌学会認定教育施設   |
| 脊椎脊髄外科専門医基幹研修施設             |                              |

## 交通
出典
- JR東日本成田線 小見川駅から徒歩15分